# 1. deild kvenna 1973
La 1. deild kvenna 1973 (islandese: 1ª divisione femminile), è stata la 2ª edizione della massima divisione del campionato islandese femminile di calcio.

## Stagione

### Formula
Le squadre sono state divise in due gironi di sola andata. Alla finale, disputata in campo neutro, sono state ammesse solo le vincenti di ogni girone.
In caso di pari punti, per l'assegnazione di un titolo nazionale oppure di retrocessione, veniva giocata una gara di spareggio. Le squadre non ammesse allo spareggio, in caso di pari punti, venivano classificate con la migliore differenza reti.

## Girone A

### Classifica finale
|  | Pos. | Squadra          | Pt | G | V | N | P | GF | GS | DR  |
|  | ---- | ---------------- | -- | - | - | - | - | -- | -- | --- |
|  | 1.   | Breiðablik       | 5  | 3 | 2 | 1 | 0 | 25 | 2  | +23 |
|  | 2.   | FH Hafnarfjarðar | 5  | 3 | 2 | 1 | 0 | 14 | 1  | +13 |
|  | 3.   | Keflavík         | 2  | 3 | 1 | 0 | 2 | 3  | 18 | -15 |
|  | 4.   | Haukar           | 0  | 3 | 0 | 0 | 3 | 1  | 22 | -21 |

Legenda:
      Ammessa allo spareggio.
Note:
Due punti a vittoria, uno a pareggio, zero a sconfitta.
A parità di punti squadre classificate con la differenza reti.
Spareggio in caso di pari punti in zona promozione e retrocessione.

### Spareggio d'accesso alla finale
|                  | Risultato |            | Luogo e data                              |
| ---------------- | --------- | ---------- | ----------------------------------------- |
| FH Hafnarfjörðar | 2 - 0     | Breiðablik | Stadio Þróttur a Reykjavík, 8 luglio 1973 |
|                  |           |            |                                           |

## Girone B

### Classifica finale
|  | Pos. | Squadra    | Pt | G | V | N | P | GF | GS | DR  |
|  | ---- | ---------- | -- | - | - | - | - | -- | -- | --- |
|  | 1.   | Ármann     | 5  | 3 | 2 | 1 | 0 | 23 | 2  | +21 |
|  | 2.   | ÍA Akranes | 5  | 3 | 2 | 1 | 0 | 12 | 3  | +9  |
|  | 3.   | Þróttur    | 2  | 3 | 1 | 0 | 2 | 10 | 10 | 0   |
|  | 4.   | Stjarnan   | 0  | 3 | 0 | 0 | 3 | 1  | 31 | -30 |

Legenda:
      Ammessa allo spareggio.
Note:
Due punti a vittoria, uno a pareggio, zero a sconfitta.
A parità di punti squadre classificate con la differenza reti.
Spareggio in caso di pari punti in zona promozione e retrocessione.

### Spareggio d'accesso alla finale
|        | Risultato |            | Luogo e data                               |
| ------ | --------- | ---------- | ------------------------------------------ |
| Ármann | 4 - 3     | ÍA Akranes | Stadio Þróttur a Reykjavík, 14 luglio 1973 |
|        |           |            |                                            |

## Finale
La finale fu disputata al Laugardalsvöllur di Reykjavík giovedì 19 luglio e ripetuta domenica 29 sullo stesso campo.
|        | Risultato |                  | Luogo e data              |
| ------ | --------- | ---------------- | ------------------------- |
| Ármann | 0 - 0     | FH Hafnarfjörðar | Reykjavík, 19 luglio 1973 |
| Ármann | 1 - 0     | FH Hafnarfjörðar | Reykjavík, 29 luglio 1973 |
|        |           |                  |                           |